# Governança de TI
Governança de TI ou Governança de Dados, conforme o RNP], está relacionada ao desenvolvimento de um conjunto estruturado de competências e habilidades estratégicas para profissionais de TI responsáveis pelo planejamento, implantação, controle e monitoramento de programas e projetos de governança, requisito fundamental para as organizações, seja sob os aspectos operacionais, seja sob suas implicações legais.
A tecnologia de informação (TI) através de seus mecanismos de controle visa à promoção de boas práticas de governança e, para tal, utiliza metodologias como o Control Objectives for Information and Related Technology (COBIT), que é utilizada na auditoria de processos de TI e o Information Technology Infrastructure Library (ITIL), que é destinado ao gerenciamento de serviços de TI. Uma vez que o desenvolvimento de sistemas, quando eficazes e disciplinados por metodologias garantem boas práticas de governança (FERREIRA, 2012).
Segundo o ITGI (2002) “Governança de TI é uma parte integral da Governança Corporativa e é formada pela liderança, estruturas organizacionais e processos que garantem que a TI sustenta e melhora a estratégia e objetivos da organização”.

## Métricas de governança de TI
A sistemática da governança em TI também faz parte de um complexo sistema de métricas] que as empresas estão utilizando, a ponto de obter um diferencial competitivo, pois, diante de um mercado B2B (business to business) empresas com níveis de governança elevados obtém mais reputação na segurança de dados e consequentemente na eficiência e eficácia de suas operações.

## Governança de TI para Pequenas e Médias Empresas
A Governança de Tecnologia da Informação (GTI) é um conjunto de práticas, processos e estruturas organizacionais que visam a gestão eficiente, segura e alinhada com a tecnologia da informação e com os objetivos estratégicos da organização . No contexto das pequenas e médias empresas (PMEs), que representam quase 99% das empresas ativas no Brasil, a adoção da GTI torna-se ainda mais relevante. Essas empresas desempenham um papel importante na economia, sendo responsáveis por uma parcela expressiva da geração de empregos e do desenvolvimento regional 
No entanto, a Governança de TI para PMEs é um tópico, muitas vezes, visto como algo distante pelos gestores de negócios , tendo em vista que neste contexto, embora os mecanismos formais estejam na literatura de governança de TI, esses mecanismos podem não ser suficientes para uma efetiva governança de TI em PMEs.

Segundo Devos, Van Landeghem e Deschoolmeester (2012), as pequenas e médias empresas requerem abordagens adaptadas que levem em consideração sua realidade específica, como estruturas hierárquicas e processos operacionais menos formalizados .

### Desafios
A implementação da Governança de TI em PMEs enfrenta alguns desafios que precisam ser considerados para garantir a eficácia e viabilidade. Entre os principais desafios estão:
Contudo, estudos apontam que essas barreiras podem ser superadas com a implementação de abordagens simplificadas, treinamentos direcionados e soluções mais acessíveis.

### Framework de Governança de TI para Pequenas e Médias Empresas (PMEs)
Com o intuito de enfrentar os desafios das PMEs na governança de Tecnologia da Informação, foi desenvolvido um framework, focado na adaptação das práticas de governança de TI às necessidades deste segmento.
Este framework é estruturado em três dimensões principais: estrutural, processual e relacional. A dimensão estrutural enfatiza a organização das responsabilidades e a criação de mecanismos básicos para suportar decisões estratégicas. Isso inclui a definição clara de papéis, como o gestor de TI, com atribuições específicas para conduzir iniciativas tecnológicas alinhadas aos objetivos do negócio.
Na dimensão processual, o foco recai sobre a implementação de ferramentas acessíveis e práticas para o monitoramento e a gestão da TI. Recomenda-se o uso de indicadores de desempenho ajustados ao porte da empresa, bem como a elaboração de relatórios operacionais regulares que permitam acompanhar o desempenho das iniciativas tecnológicas e ajustá-las conforme necessário. O planejamento estratégico da TI deve ser flexível e alinhado ao nível de maturidade tecnológica da organização, garantindo que a TI possa responder rapidamente às demandas do negócio, mesmo em cenários de recursos escassos.
A dimensão relacional destaca a importância das interações humanas e da colaboração entre as equipes de TI e outras áreas da empresa. Reconhecendo que, em PMEs, a comunicação direta e a confiança são cruciais para a eficácia da governança, o framework propõe a realização de treinamentos contínuos que ampliem a compreensão dos colaboradores sobre as capacidades e limitações da TI. Além disso, incentiva o aprendizado compartilhado entre as equipes e a criação de canais claros de comunicação, promovendo transparência e agilidade na troca de informações.
Este framework é fundamentado na teoria da contingência, que defende que as práticas organizacionais devem ser ajustadas às condições específicas de cada empresa, como tamanho, setor e maturidade tecnológica. Ele também incorpora conceitos de governança estrutural e relacional, combinando mecanismos formais, como processos e indicadores, com práticas informais, como confiança e comunicação.

## Implementação de Governança de TI em PMEs
Uma prática comum é a medição de resultados, que permite às empresas avaliar o desempenho de suas iniciativas de TI e identificar áreas de melhoria. Além disso, a definição de metodologias claras para a implementação de processos de TI ajuda a alinhar as atividades tecnológicas com os objetivos estratégicos da organização. O treinamento contínuo e simples realizada por colaboradores internos que estejam aptos a utilizar as ferramentas tecnológicas de forma eficaz, aumentando a produtividade e reduzindo erros operacionais. A adoção de soluções de computação em nuvem (cloud computing) também é uma aliada eficaz para PMEs, permitindo escalabilidade, redução de custos com infraestrutura e maior flexibilidade operacional.